# Suzanna Seicariu
Suzanna Georgiana Seicariu (ur. 13 stycznia 1997) – rumuńska zapaśniczka walcząca w stylu wolnym. Zajęła piąte miejsce na mistrzostwach Europy w 2019. Dwunasta na igrzyskach europejskich w 2019. Srebrna medalistka igrzysk wojskowych w 2019. 
Trzecia na MŚ kadetów w 2014, a także na ME U-23 w 2019. Wicemistrzyni Europy kadetów w 2014; trzecia w 2013 roku.